# Dreidel

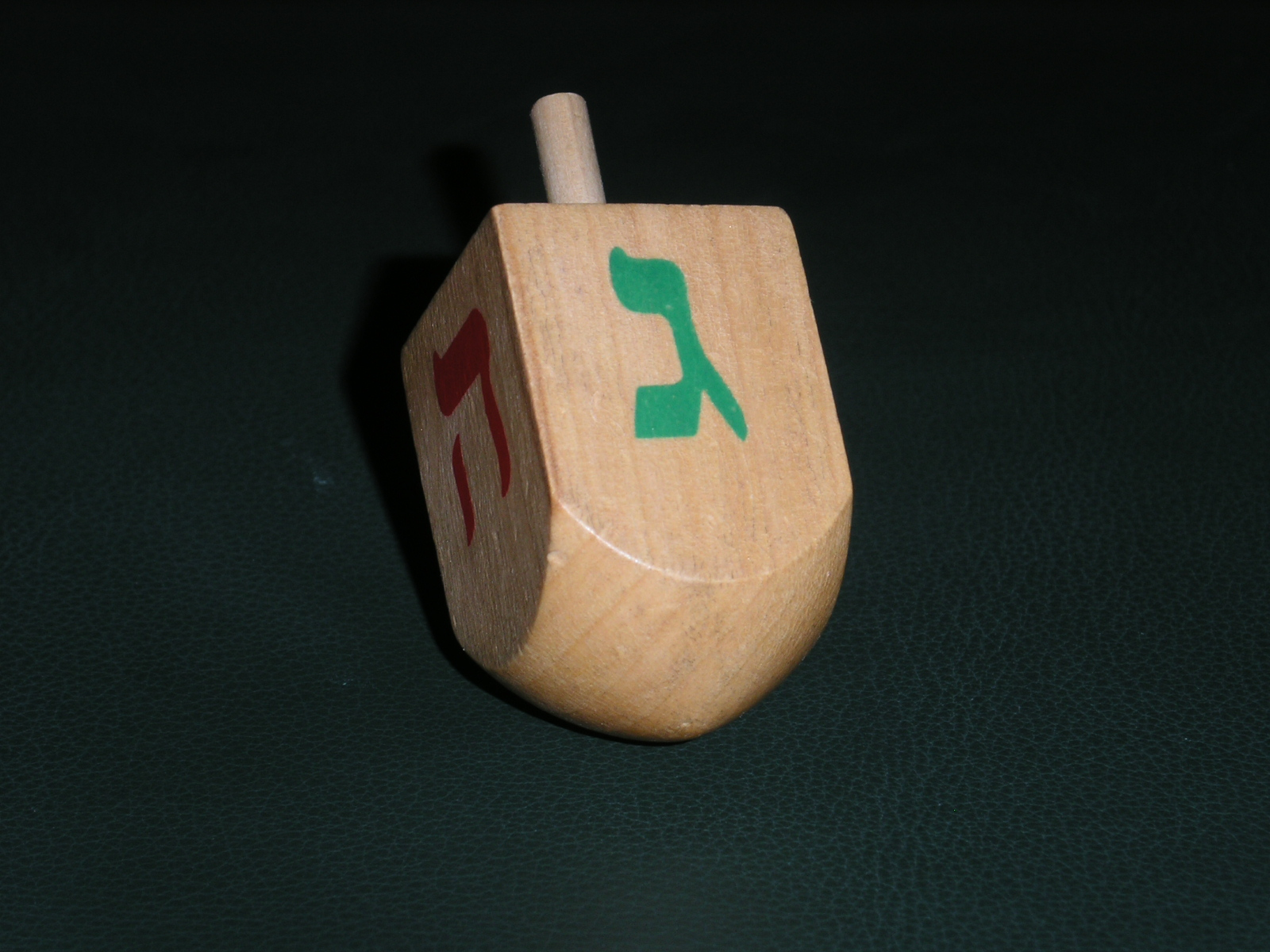
Dreidel aus Holz

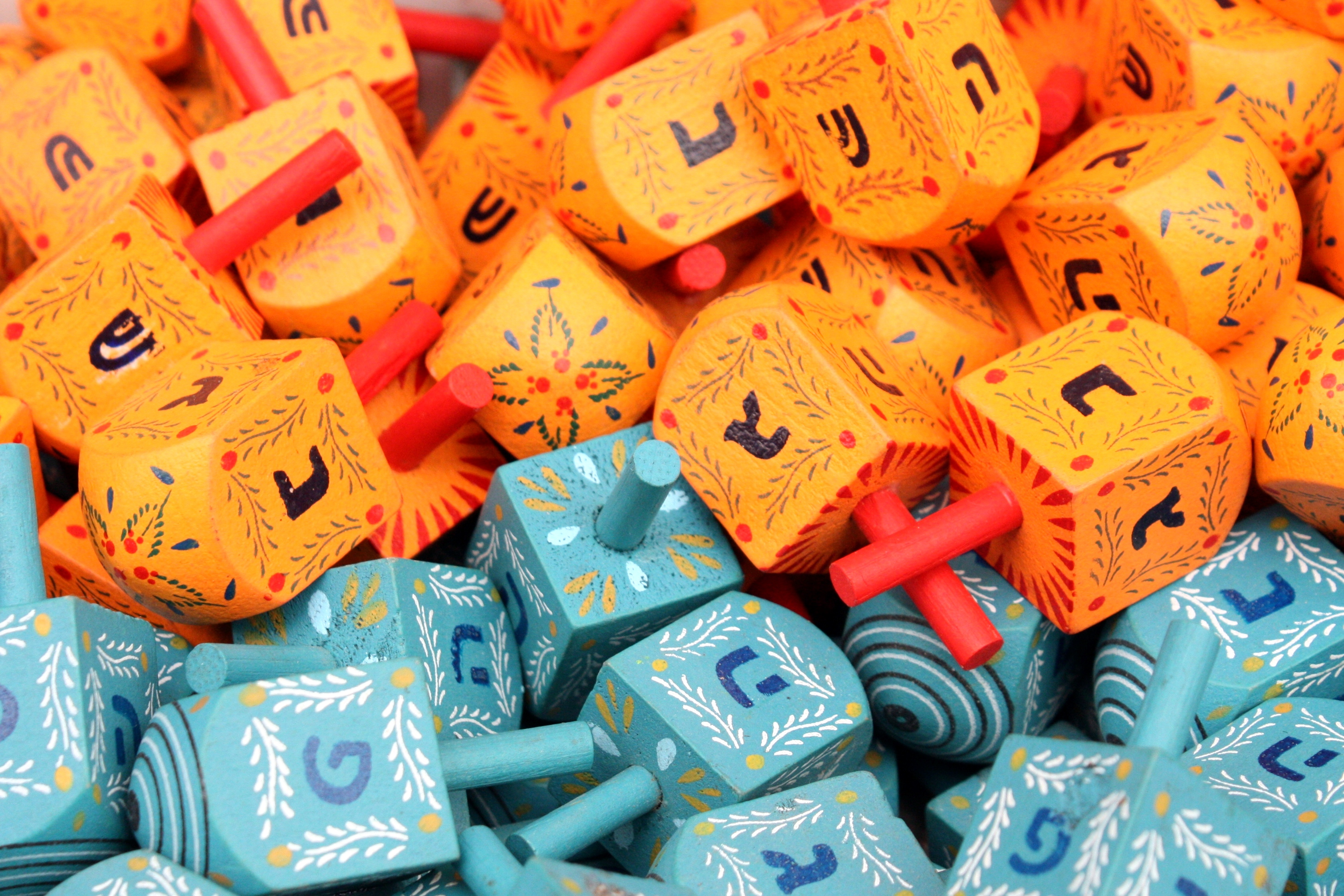
Dreidels zum Verkauf im Shuk Mahane Yehuda in Jerusalem

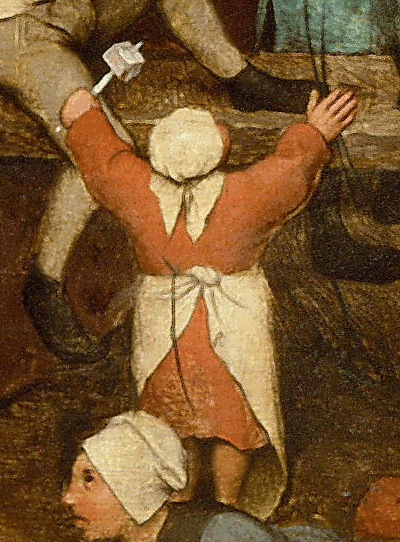
Mädchen mit Toton, Detail aus dem Gemälde Die Kinderspiele von Pieter Brueghel

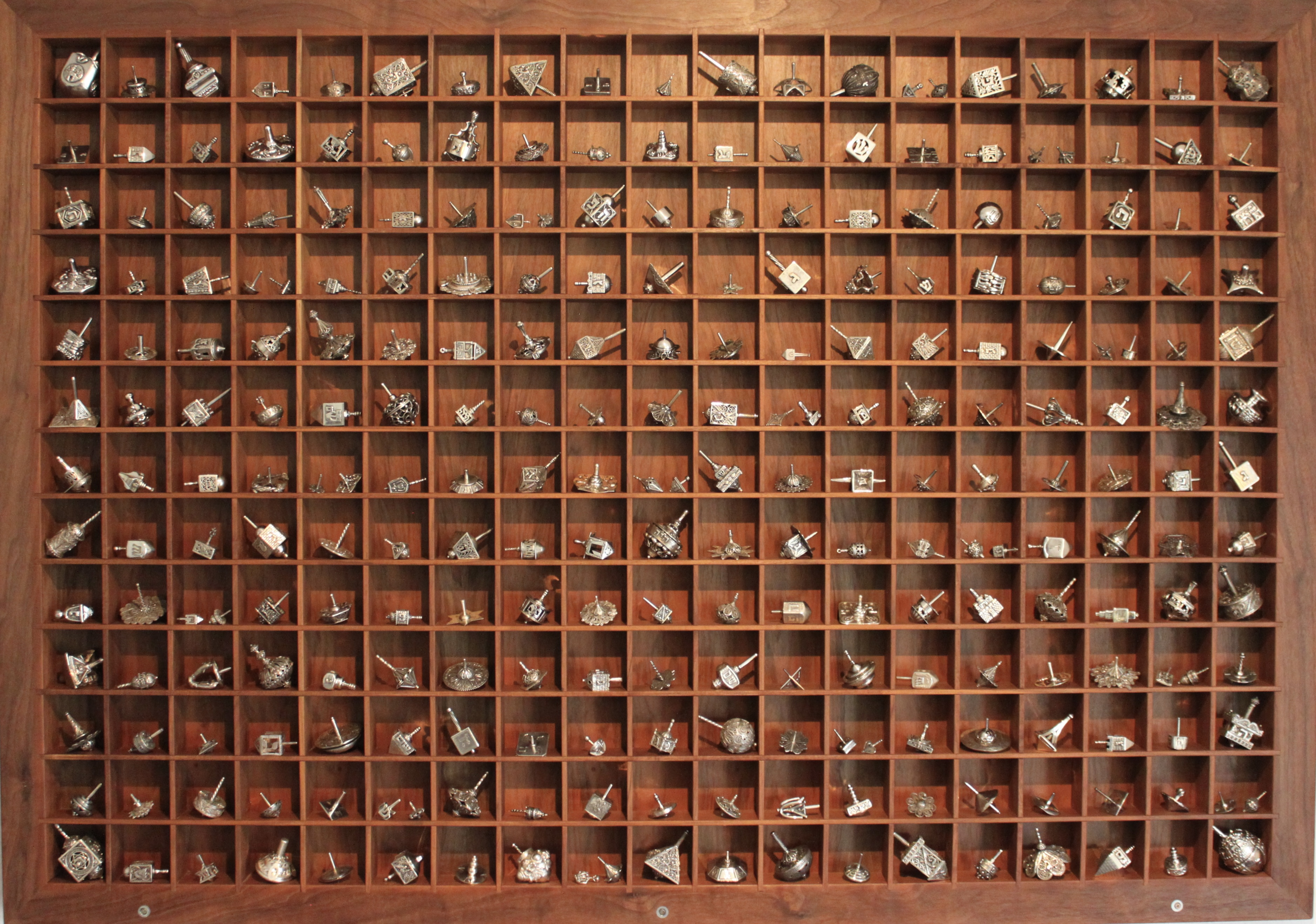
Silver Dreidel Collection

Ein Dreidel (jiddisch דריידל), Trendel (westjiddisch טרענדל) oder Sewiwon (hebräisch סביבון) ist ein Kreisel mit vier Seiten. Es handelt sich um ein traditionsreiches Spielzeug, das von europäisch-jüdischen Kindern während des achttägigen Lichterfestes Chanukka gedreht wird.
Jede Seite des Dreidels zeigt einen anderen hebräischen Buchstaben: נ (Nun), ג (Gimel), ה (He), ש (Schin; außerhalb Israels) bzw. פ (Pe; innerhalb Israels). Sie stehen für den Satz נס גדול היה שם Nes gadol haja scham, deutsch ‚Ein großes Wunder geschah dort‘ bzw. נס גדול היה פה Nes gadol haja po, deutsch ‚Ein großes Wunder geschah hier‘.

## Entstehung des Dreidels
Der Legende nach verboten die Seleukiden während ihrer Herrschaft über Israel im 2. Jahrhundert v. Chr. den Juden das Lehren und Erlernen der Torah. Die Ausübung des jüdischen Glaubens wurde mit Gefängnis oder Tod bestraft. Die gläubig gebliebenen Juden hielten ihre Kinder trotz des Verbotes zum Studium der religiösen Traditionen an. Tauchten syrische Patrouillen auf, hatten die Kinder schnell den Dreidel zur Hand und taten so, als spielten sie damit. Man behauptete, man habe sich nur zum Spielen getroffen. So trug der Dreidel zur Erhaltung des Judentums bei.
Tatsächlich ist der Dreidel wesentlich jünger: Im Dreidel lebt ein deutsches Kinderspiel aus dem 16. Jahrhundert fort. Den Kreisel nannte man damals Toton, er trug die (lateinischen) Buchstaben P–N–J–F bzw. A–R–J–F.
Auf Pieter Brueghels Gemälde Die Kinderspiele (1560) hält ein Mädchen unten links einen Toton in die Höhe.

## Das Dreidel-Spiel
Das Spiel, das die Kinder der Legende nach damals mit dem Dreidel spielten, wird auch heute noch zu Chanukka zumeist um Süßigkeiten gespielt. Die Spieler drehen reihum den Dreidel. Die Seite, welche nach oben zeigt, gibt den Gewinn an:
- נ Nun = (jiddisch נישט nisht, ‚nichts‘) – Man gewinnt nicht, verliert aber auch nichts.
- ג Gimel = (jidd. גאַנץ gants, ‚ganz‘, d. h. „alles“) – Man gewinnt den gesamten Kasseninhalt, danach muss jeder Spieler wieder ein Stück in den Pott legen.
- ה He = (jidd. האַלב halb) – Man gewinnt die Hälfte der Kasse (aufgerundet). Manchmal wird verlangt, dass, wenn nur ein Stück verbleibt, jeder eines nachlegen muss.
- ש Schin = (jidd. שטעל אײן shtel ayn, ‚stell ein‘, d. h. „leg [ein Stück] ein“) – Man muss ein Stück in die Kasse legen. Wer nichts mehr in die Kasse legen kann, scheidet aus.

Der Einsatz kann von einem Stück „Geld“ (jidd. געלט Gelt) auf zwei erhöht werden. (vgl. Nimm-Gib-Kreiselspiel)

## Buchstaben mit Schreibvarianten

Nun
Gimel
He
Schin
Pe